# Des Rocs
Des Rocs es un artista de rock estadounidense de Nueva York. Des Rocs es un solista producido y dirigido por Daniel Rocco. Cuando realiza giras musicales, Rocco es acompañado por sus viejos amigos y miembros de banda, William Tully y Eric Mendelsohn.
Des Rocs ha realizado giras con bandas de rock como Muse, The Rolling Stones, y The Struts. Algunas de las influencias de Rocco incluyen, Muse, Elvis Presley, Jimi Hendrix, Roy Orbison, Kanye West y Queen, a pesar de que el enfoque de Rocco sea la individualidad y sonido a diferencia de otros artistas.

## Historia

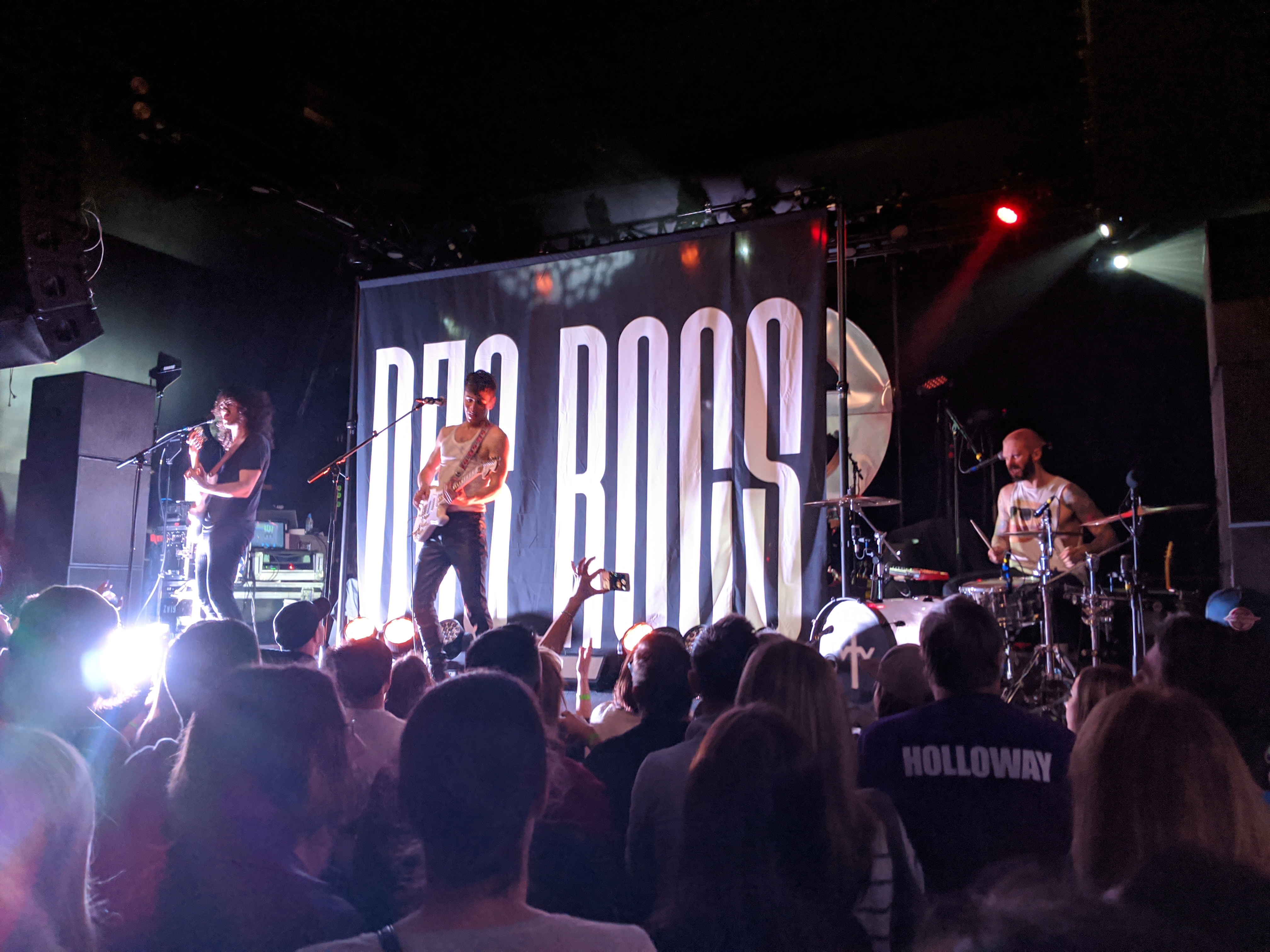
Des Rocs tocando en vivo en The Sinclair en Cambridge, Massachusetts el 19 de enero de 2020

### Orígenes y EPs (2018-2020)
Rocco comenzó actuando en bares y sótanos tan pronto como a los 13 años. Antes de empezar Des Rocs, él estuvo tocando en la banda Secret Weapons, que inspiró a bandas como Panic! at the Disco, Fall Out Boy y Weezer. Secret weapons finalmente se deterioró de forma permanente después de que la salud de Gerry Lang, uno de los miembros de la banda, empeorase con la enfermedad de Lyme. Sacó su primer EP, Let The Vultures In, en noviembre de 2018.

### GiraAliveyA Real Good Person In A Real Bad Place(2021)
En la primavera del 2021, Des Rocs anunció la gira Alive y un concierto virtual en vivo (también llamado "Des Rocs Alive Virtual Concert"). Durante los días en vivos de la gira, la banda de rock The Velveteers acompañó la gira como la banda abridora. Comenzando en el otoño de 2021, la gira recorrió más de 20 ciudades en Estados Unidos, acabando en la Bowery Ballroom de la Ciudad de Nueva York. Durante el concierto virtual, cual era la primera transmisión de This is Our Life, Des Rocs culminó con la canción "Tick" de su aún por ser anunciado álbum. La letra de la canción también insinuó el título del nuevo álbum, A Real Good Person In A Real Bad Place.
El título del álbum y lista de canciones fue anunciada el 30 de julio de 2021, coincidiendo con el lanzamiento del primer sencillo del álbum "MMC" (Mickey Mouse Club). Des Rocs lanzó dos sencillos más antes del estreno del álbum: "Imaginary friends" y "Hanging by a Thread".

### GiraOnce In A LifetimeyManic Memories(2022)
En la primavera del 2022, la gira Once In A Lifetime fue anunciada, co-encabezando con la banda canadiense de rock The Blue Stones. La gira recorrió 20 ciudades de Estados Unidos continental, comenzando en Milwaukee, Wyoming y acabado en Columbus, Ohio. Abridores del tour incluyen a Clay Melton y a First In Flight. El encabezado de las series de Des Rocs fueron anunciadas en Salt Lake City, Utah y Portland, Oregón sin The Blue Stones, y para las 3 últimas fechas de la gira (St. Louis, Misuri;Nashville, Tenesse; y Columbus, Ohio) The Blues Stones cancelaron sus presentaciones, dejando a Des Rocs como el único cabeza del cartel.

### Dream Machine (2023)
Des Rocs apoyó a Badflower en su gira "Asking For A Friend" junto a Blood Red Shoes.  Debutaron una nueva canción “Never Ending Moment”, durante la gira, y oficialmente la lanzaron el 25 de abril de 2023. Al mismo tiempo, fue anunciado que la bando firmó con  Sumerian Records. En junio de 2023, Des Rocs lanzó un nuevo sencillo “Nowhere Kid” del álbum “Dream Machine” la cual lanzó en el 25 de agosto de 2023.

## Discografía

### Álbumes de estudio
| Título                                 | Detalles del álbum                                                                                        | Mejor puesto en las listas | Mejor puesto en las listas |
| Título                                 | Detalles del álbum                                                                                        | US                         | US Rock                    |
| -------------------------------------- | --- | -------------------------- | -------------------------- |
| A Real Good Person In A Real Bad Place | - Released: 24 de septiembre de 2021 - Label: 300 Entertainment - Format: Digital download, LP, streaming | —                          | —                          |
| Dream Machine                          | - Released: 25 de agosto de 2023 - Label: Sumerian Records - Format: Digital download, LP, streaming      | —                          | —                          |

### EPs
| Título              | Detalles del EP |
| ------------------- | --- |
| Let The Vultures In | - Lanzamiento: 2 de noviembre de 2018 - Discográfica: Self-released - Formato: Digital download, streaming          |
| Martyr Parade       | - Lanzamiento: 2 de noviembre de 2019 - Discográfica: Lowly - Formato: Digital download, streaming                  |
| This Is Our Life    | - Lanzamiento: 11 de diciembre de 2020 - Discográfica: 300 Entertainment - Formato: LP, Digital download, streaming |

### Sencillos
| Título                     | Año  | Mejor puesto en listas | Mejor puesto en listas | Álbum                                  |
| Título                     | Año  | US Alt.                | US Main.               | Álbum                                  |
| -------------------------- | ---- | ---------------------- | ---------------------- | -------------------------------------- |
| "Used to the Darkness"     | 2018 | —                      | —                      | Let The Vultures In                    |
| "Let Me Live / Let Me Die" | 2018 | —                      | —                      | Let The Vultures In                    |
| "Maybe, I"                 | 2018 | —                      | —                      | Let The Vultures In                    |
| "Outta My Mind"            | 2019 | —                      | —                      | Martyr Parade                          |
| "Dead Ringer"              | 2019 | —                      | —                      | Martyr Parade                          |
| "SLO"                      | 2019 | —                      | —                      | Martyr Parade                          |
| "This Is Our Life"         | 2020 | 36                     | 23                     | This Is Our Life                       |
| "Nothing Personal"         | 2020 | —                      | —                      | This Is Our Life                       |
| "Wayne"                    | 2020 | —                      | —                      | Sencillo sin álbum                     |
| "I Know"                   | 2020 | —                      | —                      |                                        |
| "MMC"                      | 2021 | —                      | —                      | A Real Good Person In A Real Bad Place |
| "Imaginary Friends"        | 2021 | —                      | —                      | A Real Good Person In A Real Bad Place |
| "Hanging by a Thread"      | 2021 | —                      | —                      | A Real Good Person In A Real Bad Place |
| "Manic Memories"           | 2022 | —                      | —                      | Sencillo sin álbum                     |
| "Never Ending Moment"      | 2023 | —                      | 29                     | Dream Machine                          |
| "Nowhere Kid"              | 2023 | —                      | —                      | Dream Machine                          |
| "I Am The Lightning"       | 2023 | —                      | —                      | Dream Machine                          |

### Videos musicales
| Año  | Título                                               | Productor | Director               | Ref.   |
| ---- | ---------------------------------------------------- | --------- | ---------------------- | ------ |
| 2018 | "HVY MTL DRMR (Official Visual Experience)"          |           | Kristjan Thor          |        |
| 2020 | "Wayne (Official Video Experience)"                  | Des Rocs  |                        | [ 25 ] |
| 2020 | "I Know"                                             | Des Rocs  |                        | [ 26 ] |
| 2020 | "This Is Our Life"                                   | Dreambear | Rock & Egg             | [ 27 ] |
| 2020 | "Nothing Personal (Official Video Experience)"       |           |                        | [ 28 ] |
| 2020 | "POS (Official Video Experience)"                    |           |                        | [ 29 ] |
| 2020 | "Suicide Romantics (Official Video Experience)"      |           |                        | [ 30 ] |
| 2020 | "Pieces (Official Video Experience)"                 |           |                        | [ 31 ] |
| 2021 | "Pieces (Official Music Video)"                      |           |                        | [ 32 ] |
| 2021 | "MMC"                                                |           | Bobby Hanaford         | [ 33 ] |
| 2021 | "Ruby with the Sharpest Lies (Official Music Video)" |           |                        | [ 34 ] |
| 2021 | "Imaginary Friends"                                  |           |                        | [ 35 ] |
| 2022 | "Hanging By A Thread"                                |           |                        | [ 36 ] |
| 2022 | "Manic Memories"                                     |           | Dan Newman & Joel Cook | [ 37 ] |
| 2023 | "Never Ending Moment (Official Music Video)"         |           | Wouter Stoter          | [ 38 ] |
| 2023 | "Nowhere Kid (Official Music Video)"                 |           |                        | [ 39 ] |